# FK Viktoria Žižkov
Viktoria Žižkov este un club de fotbal din Žižkov, Cehia, ce evoluează în Czech 2. Liga. Este unul dintre cele mai vechi cluburi de fotbal din țară.

## Fotbaliști notorii
- Michal Bílek
- Petr Gabriel
- Ondřej Kušnír
- Karel Poborský
- Daniel Zítka
- Richard Kalod

## Antrenori
- Vladimír Táborský (1993)
- Jiří Kotrba (1993–95)
- František Kopač (1995–96)
- Jaroslav Hřebík (1996)
- Július Bielik (1997-98)
- Jiří Štol (1998-99)
- Petr Uličný (1999)
- Zdeněk Ščasný (1999–02)
- Vítězslav Lavička (July 2002–Sept 2003)
- Günter Bittengel (Nov 2003–June 2004)
- Stanislav Levý (July 2004–Dec 2004)
- František Kopač (2005)
- Stanislav Griga (July 2007–Sept 2008)
- Josef Csaplár (Sept 2008–Nov 2008)
- Zdeněk Ščasný (Nov 2008–Dec 2010)
- Vlastimil Petržela (June 2009–May 2010)
- Martin Pulpit (July 2010–11)
- Roman Nádvorník (Jan 2012–Mar 2013)
- Giancarlo Favarin (Mar 2013–June 2013)
- Jindřich Trpišovský (July 2013-)

## Palmares
- Gambrinus Liga: 1927–28

- Cupa Cehiei: 1993–94, 2000–01

- Czech 2. Liga: 2006–07